# Sinonatrix
Sinonatrix es un género de serpientes de la subfamilia Natricinae. Sus especies se distribuyen por Asia (China y el Sudeste Asiático).

## Especies
Se reconocen las siguientes:
- Sinonatrix aequifasciata (Barbour, 1908)
- Sinonatrix annularis (Hallowell, 1856)
- Sinonatrix percarinata (Boulenger, 1899)
- Sinonatrix yunnanensis Rao & Yang, 1998